# Przetrwanie
Przetrwanie (ang. The Grey) – amerykański film akcji z 2011 roku w reżyserii Joego Carnahana, zrealizowany na podstawie opowiadania Ghost Walker. Zdjęcia kręcono w Vancouver.

## Obsada
- Liam Neeson jako Ottway
- Dallas Roberts jako Hendrick
- Frank Grillo jako Diaz
- Dermot Mulroney jako Talget
- Nonso Anozie jako Burke
- Joe Anderson jako Flannery
- Ben Bray jako Hernandez
- James Badge Dale jako Lewenden
- Anne Openshaw jako żona Ottwaya
- Peter Girges jako pracownik biurowy
- Jonathan Bitonti jako John Ottway w wieku 5 lat
- James Bitonti jako ojciec Ottwaya
- Ella Kosor jako mała dziewczynka Talgeta
- Jacob Blair jako Cimoski
- Lani Gelera jako stewardesa
- Larissa Stadnichuk jako stewardesa

## Nagrody
Academy of Science Fiction, Fantasy & Horror Films
- Nominacja do Nagrody Saturn w kategorii najlepszy horror i najlepszy thriller (2012).

## Ścieżka dźwiękowa
1. Writing the Letter 2:00
2. Suicide 1:44
3. You are Gonna Die 3:14
4. Walking 1:45
5. Eyes Glowing 1:25
6. The Morning After 2:57
7. Collecting Wallets 1:53
8. Wife Memory 1:08
9. Life and Death 2:52
10. Lagging Behind 1:53
11. Running from Wolves 1:46
12. Daughter Appears 2:13
13. Last Walk 2:33
14. Memorial 3:41
15. Alpha 2:16
16. Into the Fray 1:49